# Inspektionslokomotive

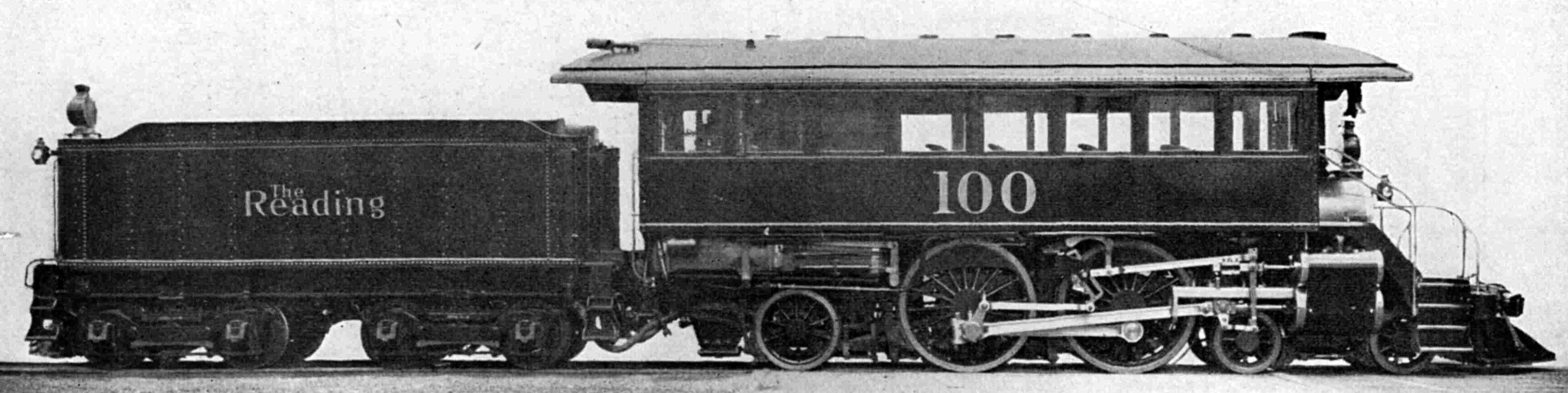
Inspektionslokomotive der Reading Railroad.

Eine Inspektionslokomotive, vereinzelt auch als Revisionslokomotive bezeichnet, war eine Dampflokomotive von besonderer Bauart, die ausschließlich für Fahrten zur Vornahme von Besichtigungen (Revisionen) und unter Umständen auch von Reparaturen auf der Strecke diente.
Solche Lokomotiven wurden vor allem in den Vereinigten Staaten von Amerika verwendet, nachdem die große Länge der Bahnen und die Entfernung der Bahnhöfe untereinander eine Überwachung und Untersuchung der Bahn andernfalls unmöglich machte. Außerhalb der USA waren sie nur in wenigen Ländern anzutreffen.

## Geschichte nach Ländern

### Brasilien
1928 ließ die Estrada de Ferro Leopoldina bei Sentinel Waggon Works einen Inspektions-Dampftriebwagen bauen. Der Wagen besaß neben beidseitigen Führerständen einen Salon mit zwei Esstischen und fahrbarem Kartentisch. Außerdem gab es eine kleine Küche, Toilette und zwei Schlafabteile mit Stockbetten.

### China
1907 ließ die Südmandschurische Eisenbahn in der Mandschurei (heute ein Teil von China) zwei Inspektionslokomotiven bei Baldwin Locomotive Works bauen. Eine baugleiche Lokomotive wurde bereits 1903 an die Rochester & Pittsburg Coal & Iron Company in den USA geliefert.

### Peru

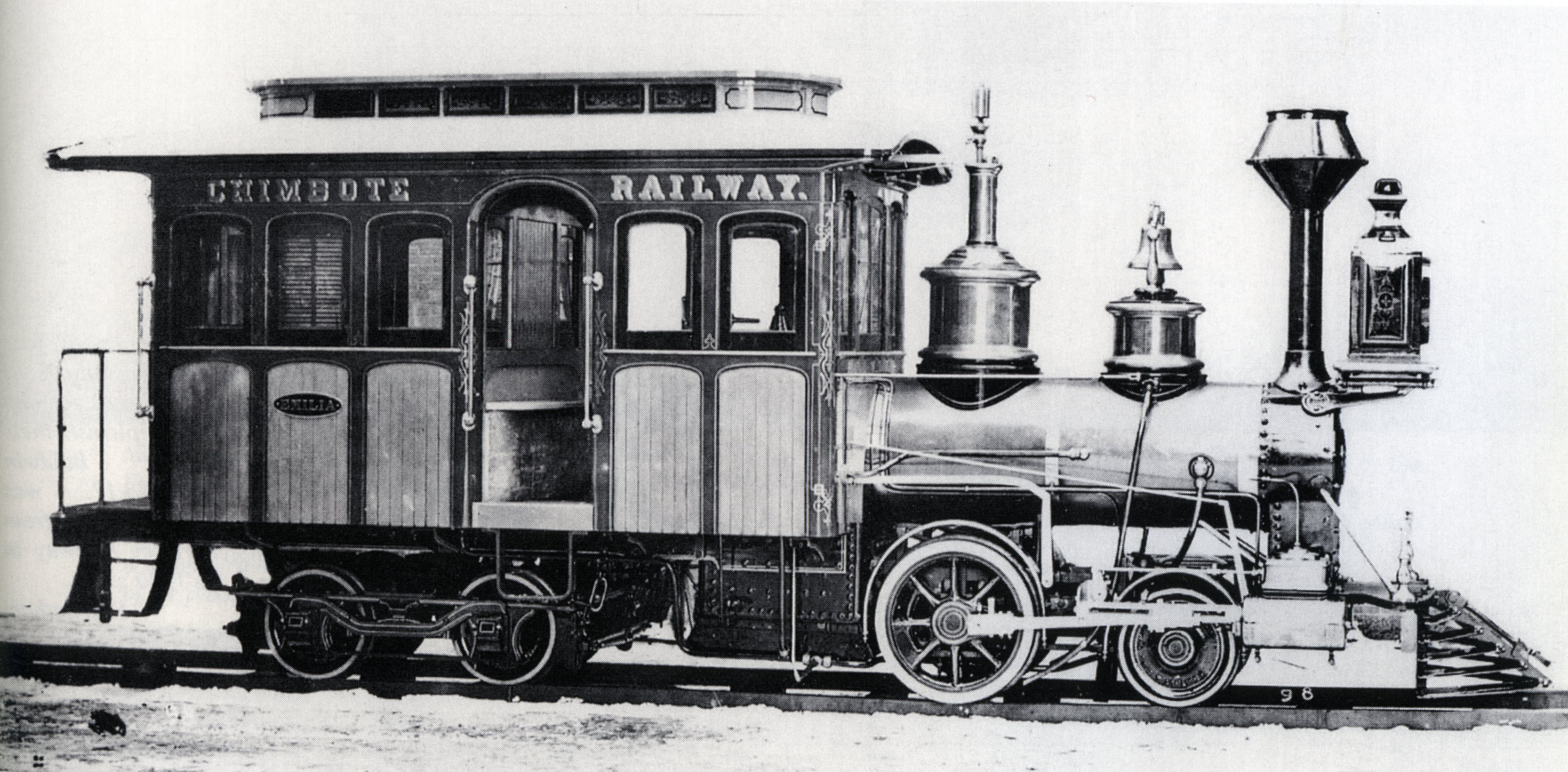
Inspektionslokomotive der peruanischen Chimbote Railway in 1880.

Die schmalspurige Chimbote Railway hatte eine Inspektionslokomotive, die 1880 von Baldwin Locomotive Works gebaut wurde. Eine Besonderheit war, dass sie mit einem Schlafabteil ausgestattet war.

### Großbritannien
Nur wenige Eisenbahngesellschaften im Vereinigten Königreich setzten Inspektionslokomotiven ein. Stattdessen wurden oft spezielle Personenwagen (bekannt als inspection saloon oder engineers saloon) verwendet. Viele Gesellschaften unterhielten jedoch eigene spezielle Lokomotiven zum Ziehen dieser Inspektionswagen, so wie die Lokomotive Nr. 123 der Caledonian Railway oder die No. 66 Aerolite der North Eastern Railway.

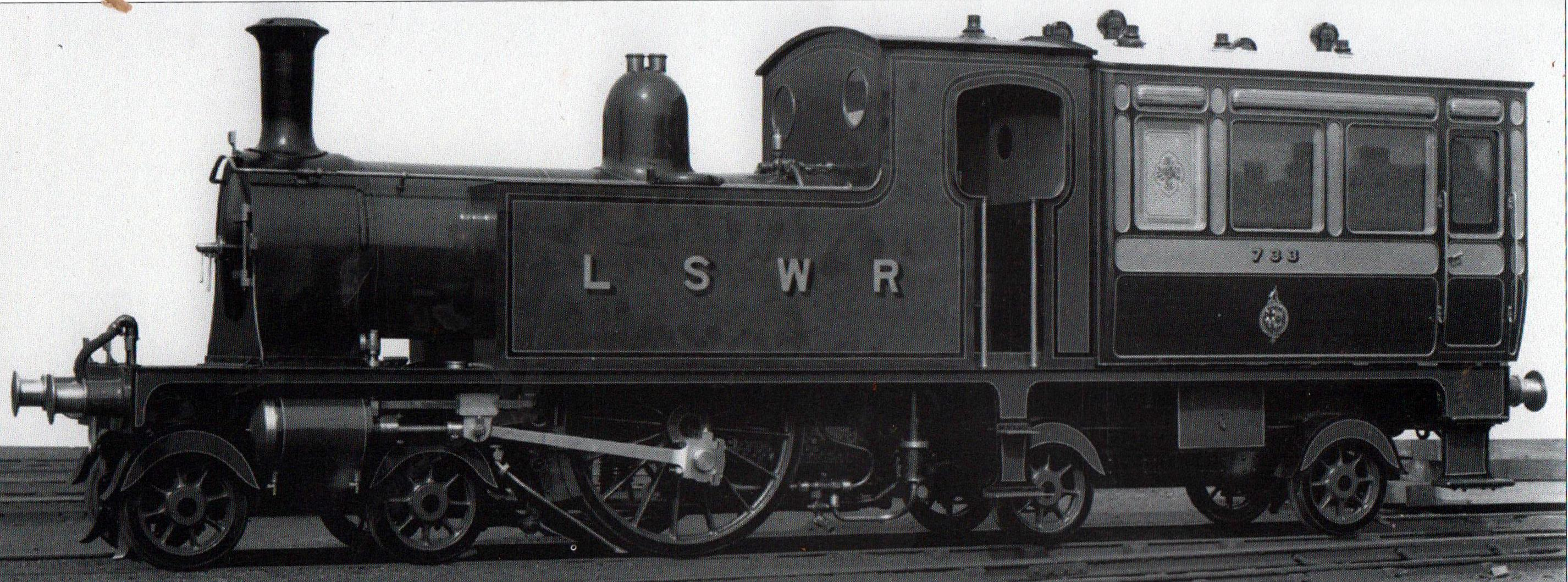
Inspektionslokomotive der London and South Western Railway.

Dugald Drummond, der damalige leitende Lokomotivingenieur der London and South Western Railway, ließ sich 1899 eine eigene Inspektionslokomotive bauen. Sie hatte einen kleinen Personenwagen-Aufbau am hinteren Ende und Drummond nutzte sie für Inspektionen, aber auch als persönliches Transportmittel.
Die Edinburgh and Glasgow Railway (E&GR) hatte sich bereits 1856 eine Inspektionslokomotive mit angebautem Personenabteil bauen lassen. Durch die Übernahme der E&GR am 1. August 1865 kam diese Maschine zur North British Railway, wo sie bis 1911 im Einsatz war.
Ab 1890 setzte auch die London, Brighton and South Coast Railway eine Inspektionslokmotive ein. Sie trug den Namen Inspector und war bis 1899 im Dienst.

### Vereinigte Staaten von Amerika
Um 1900 hatten viele Eisenbahngesellschaften in den Vereinigten Staaten Inspektionslokomotiven im Einsatz. Ein paar Beispiele:

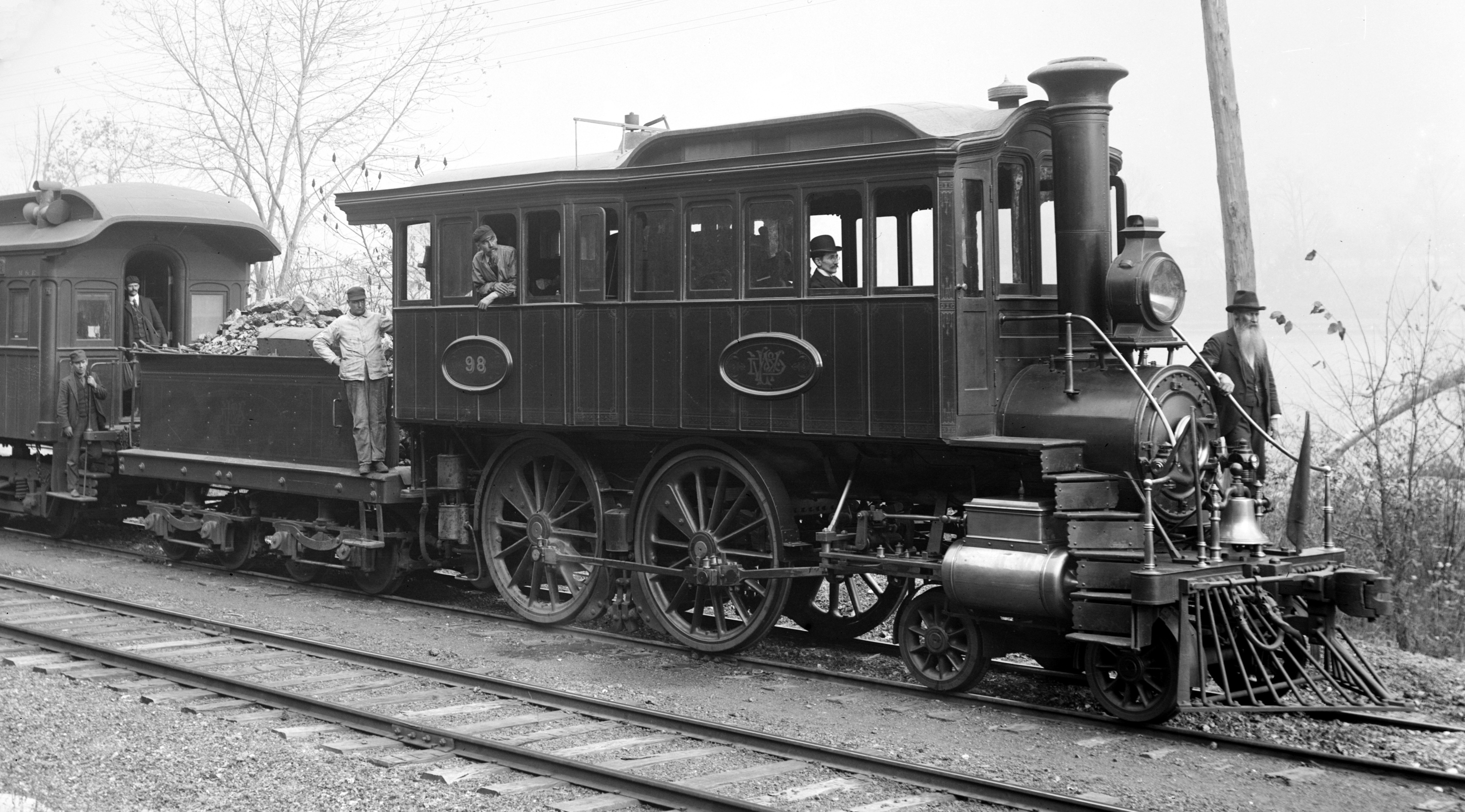
Delaware, Lackawanna and Western Railroad (um 1900)
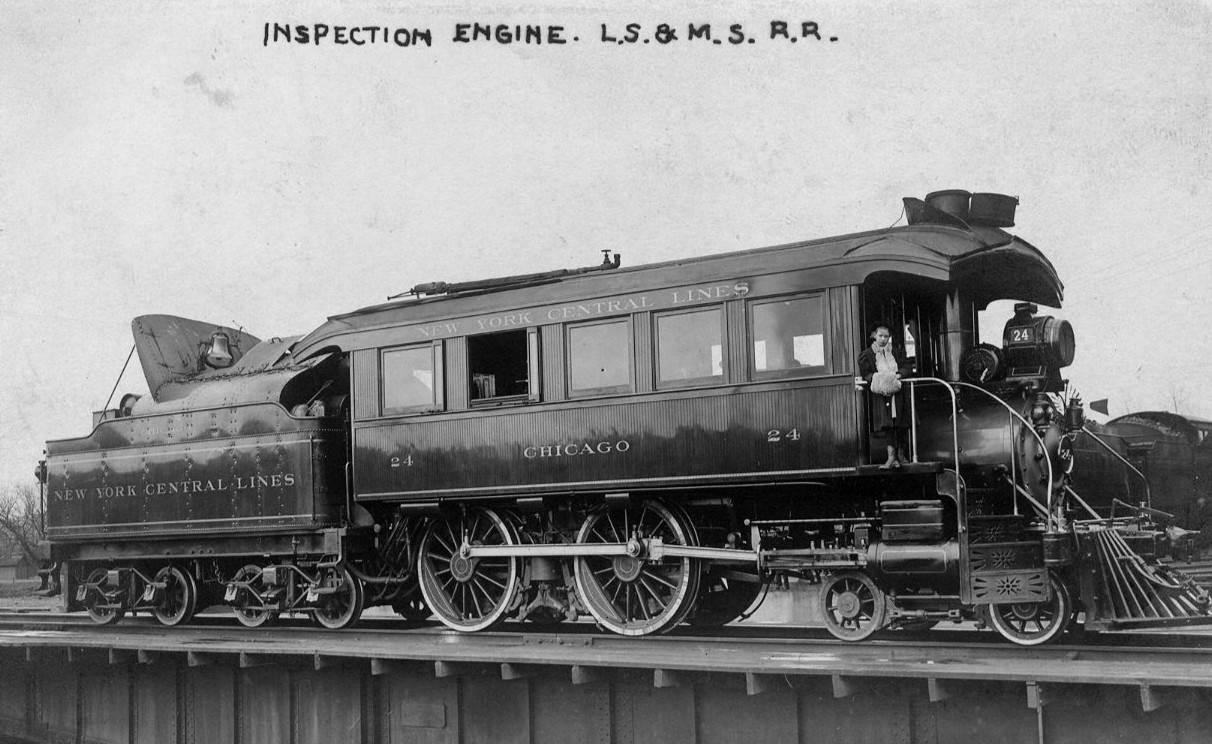
Lake Shore and Michigan Southern Railway (1910)
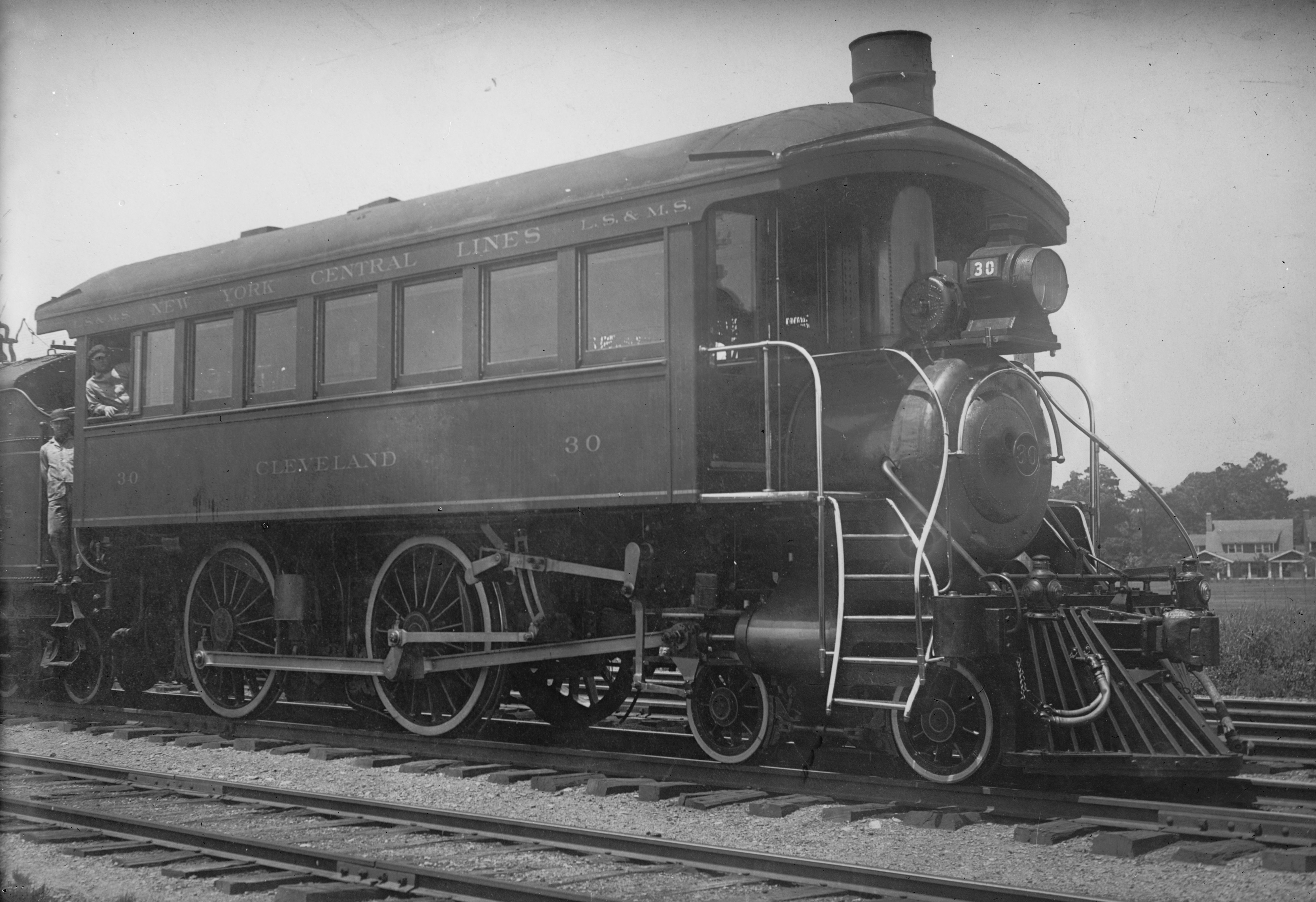
New York Central Railroad (um 1900)
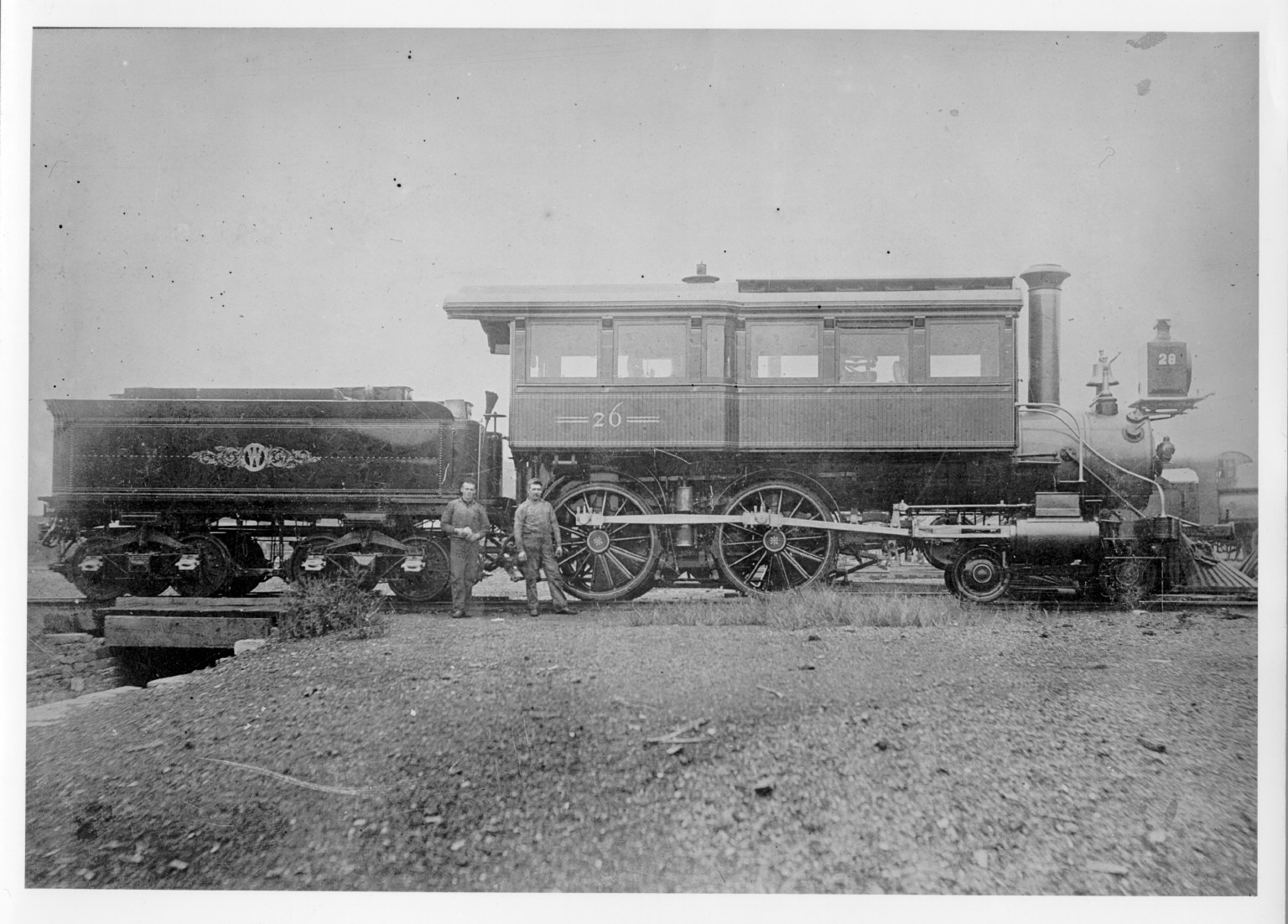
New York, Ontario and Western Railway (1893)
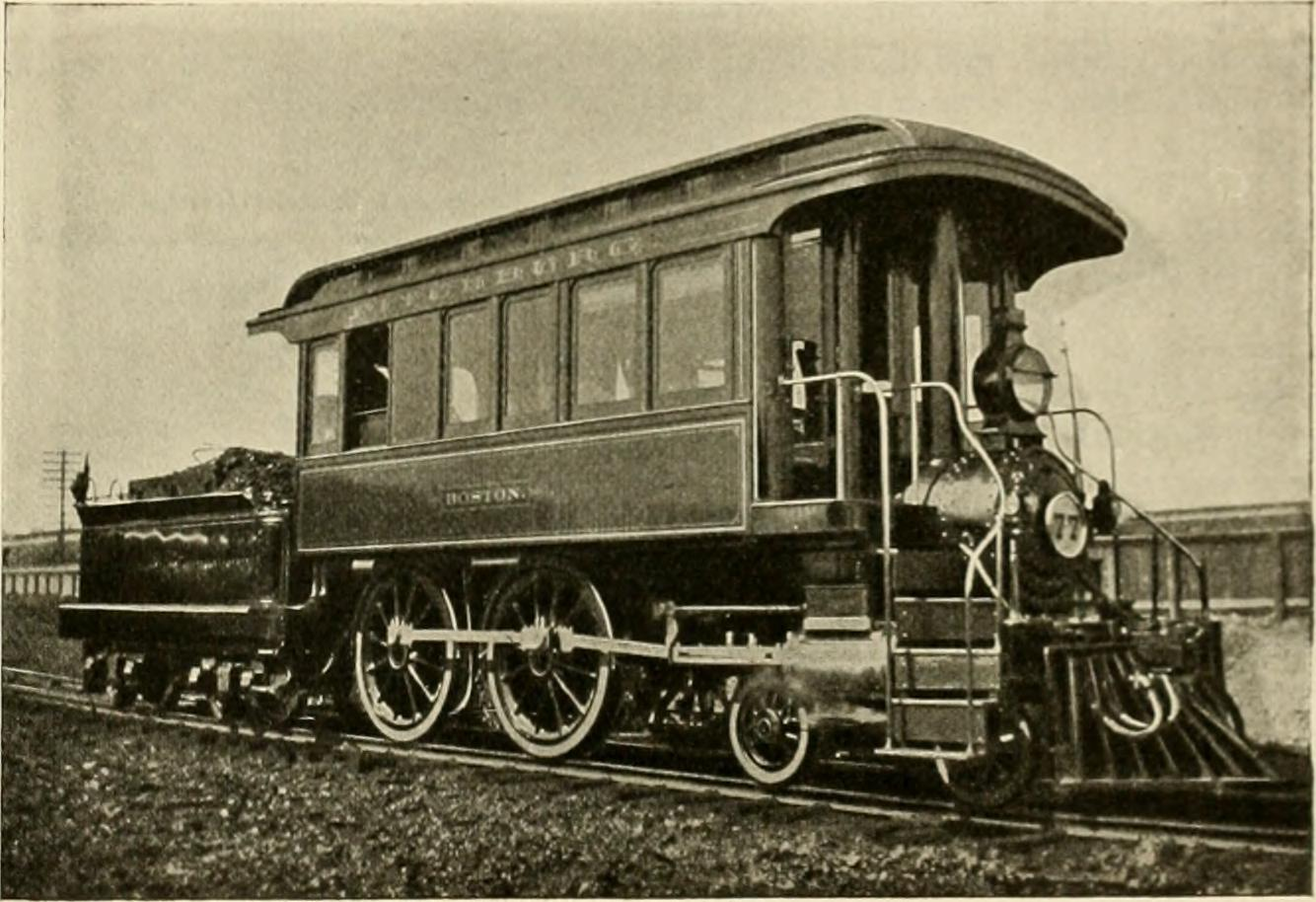
Fitchburg Railroad (1897)
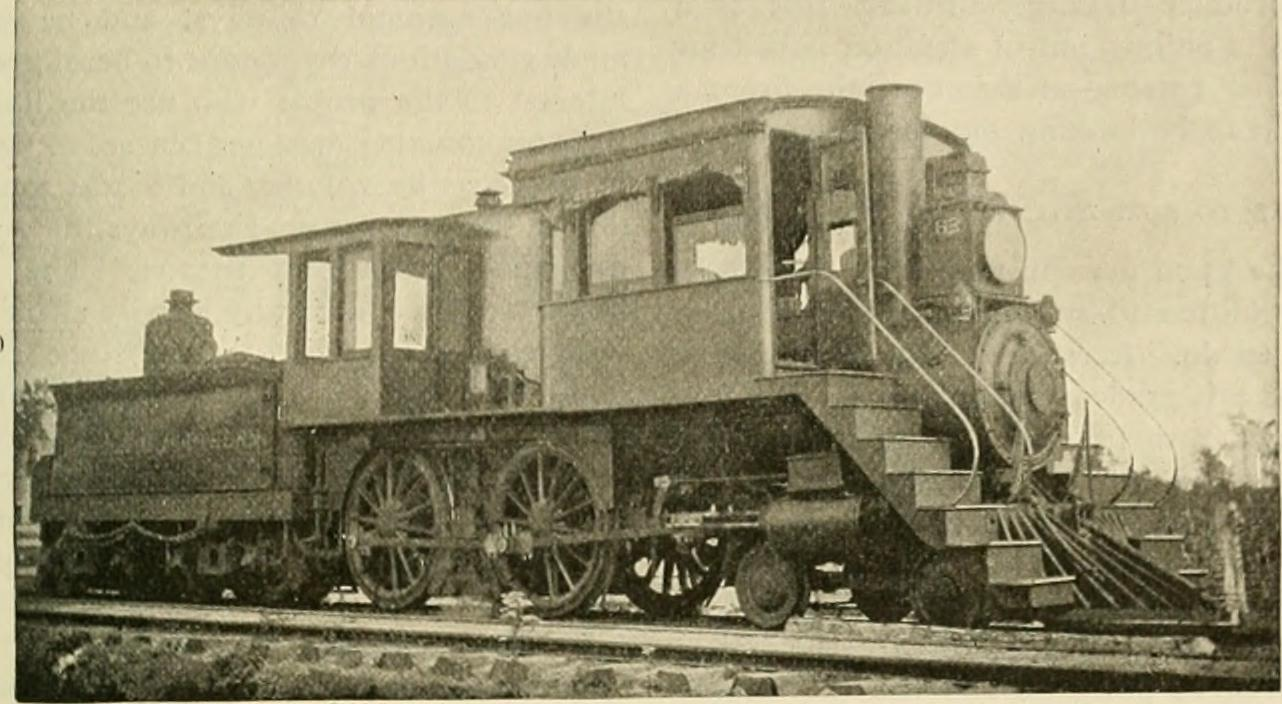
Norfolk and Southern Railroad (1897)

Die einzige bekannte erhaltene amerikanische Inspektionslokomotive ist die "Black Diamond" der Reading Railroad. Sie steht im National Museum of Transportation in St. Louis, Missouri.